# Klasika Primavera 2011
La 57ª Klasika Primavera se disputó el domingo 10 de abril de 2011, por el recorrido habitual de esta carrera sobre un trazado de 171,6 kilómetros.
La prueba perteneció al UCI Europe Tour de los Circuitos Continentales UCI, dentro de la categoría 1.1.
Participaron 14 equipos. Los 3 equipos españoles de categoría UCI ProTeam (Euskaltel-Euskadi y Movistar Team); los 2 de categoría Profesional Continental (Caja Rural, Andalucía Caja Granada y Geox-TMC); y los 2 de categoría Continental (Orbea Continental y Burgos 2016-Castilla y León). En cuanto a representación extranjera, estuvieron 7 equipos: el UCI ProTeam danés del Saxo Bank-Sungard; los Profesionales Continentales del Saur-Sojasun y Colombia es Pasión-Café de Colombia; los Continentales del Onda, EPM-UNE y KTM-Murcia; y la Selección de Rusia. Formando así un pelotón de 127 ciclistas, con entre 8 y 10 corredores por equipo, de los que acabaron 89.
El ganador final fue Jonathan Hivert tras ganar en el sprint de un grupo de 15 corredores a David López y Nick Nuyens, respectivamente.
En las clasificaciones secundarias se impusieron Nairo Quintana (montaña) y Movistar (equipos).

## Clasificación final
| \| Posición \| Ciclista \| Equipo \| Tiempo \| \| -------- \| ------------------ \| ----------------------------------- \| ---------- \| \| 1. \| Jonathan Hivert \| Saur-Sojasun \| 4h 02' 15" \| \| 2. \| David López \| Movistar \| m.t. \| \| 3. \| Nick Nuyens \| Saxo Bank Sungard \| m.t. \| \| 4. \| Sergey Chernetskiy \| Selección de Rusia \| m.t. \| \| 5. \| Víctor Cabedo \| Orbea Continental \| m.t. \| \| 6. \| Delio Fernández \| Onda \| m.t. \| \| 7. \| Amets Txurruka \| Euskaltel-Euskadi \| m.t. \| \| 8. \| Robinson Chalapud \| Colombia es Pasión-Café de Colombia \| m.t. \| \| 9. \| Javier Moreno \| Caja Rural \| m.t. \| \| 10. \| Mauricio Ardila \| Geox-TMC \| m.t. \| |                    |                                     |            |
| Posición | Ciclista           | Equipo                              | Tiempo     |
| 1. | Jonathan Hivert    | Saur-Sojasun                        | 4h 02' 15" |
| 2. | David López        | Movistar                            | m.t.       |
| 3. | Nick Nuyens        | Saxo Bank Sungard                   | m.t.       |
| 4. | Sergey Chernetskiy | Selección de Rusia                  | m.t.       |
| 5. | Víctor Cabedo      | Orbea Continental                   | m.t.       |
| 6. | Delio Fernández    | Onda                                | m.t.       |
| 7. | Amets Txurruka     | Euskaltel-Euskadi                   | m.t.       |
| 8. | Robinson Chalapud  | Colombia es Pasión-Café de Colombia | m.t.       |
| 9. | Javier Moreno      | Caja Rural                          | m.t.       |
| 10. | Mauricio Ardila    | Geox-TMC                            | m.t.       |